# Given to the Wild
Albums de The Maccabees
Wall of Arms
(2009) Marks to Prove It
(2015)
Singles
1. Pelican
Sortie : 30 décembre 2011
2. Feel to Follow
Sortie : 3 février 2012
3. Went Away
Sortie : 28 mai 2012
4. Ayla
Sortie : 10 septembre 2012

Given to the Wild est le troisième album studio du groupe britannique de rock indépendant The Maccabees sorti le 9 janvier 2012 sur le label Fiction Records.

## Enregistrement et production
Le groupe est allé aux studios Rockfield, dans le Monmouth au pays de Galles, pour travailler avec Tim Goldsworthy et Bruno Ellingham (LCD Soundsystem, Massive Attack) entre 2010 et 2011 sur leur troisième album. Ils en enregistrent aussi une grande partie avec le producteur Jag Jago dans leur salle de répétition située à Elephant and Castle, un quartier du sud de Londres. Ils s'en vont ensuite dans le Suffolk, dans l'est de l'Angleterre, aux studios Decoy avec les producteurs Cenzo Townshend et Sean Julliard afin d'achever l'opus.
Pour cet album, le groupe dit s'inspirer d'« artistes disparates » tels que The Stone Roses, Kate Bush ou David Bowie. Orlando Weeks explique à NME que le titre, Given to the Wild est « la première ligne de l'album et que cette idée était venue assez tôt, mais pas avant d'avoir fini l'enregistrement. Ainsi, ils pouvaient revenir dessus et voir comment il s'adaptait, et c'est juste ce qu'il faut ».

## Parution et réception

### Accueil critique
Given to the Wild est relativement bien accueilli par la critique puisqu'il obtient un score de 69 % sur Metacritic, basé sur vingt avis. Simon Harper, de Clash, estime que l'album « va pénétrer notre âme » et « qu'un groupe qui fait quelque chose d'aussi poignant et évocateur doit être écouté ». Alexis Petridis, pour The Guardian, ne trouve pas « l'album parfait », « un peu trop long » mais surtout « élégant et inattendu ». Dom Gourlais note une « progression de The Maccabees mais qu'ils n'arrivent pas encore à ce à quoi ils aspirent » bien que la production « soit sublime à écouter dans certains lieux ». Pour le NME, l'album « est très bien construit » autour « d'une aventure envoûtante ». Naomi Couper y voit « la confirmation que The Maccabees est en train devenir un groupe avec une stature ». Themusicservice considère pour sa part l'opus comme « solide » et que même « s'il n'est pas très inspiré par moments », il comprend « quelques morceaux qui sont fantastiques, tels Pelican ou Go », espérant ainsi que « le prochain album sera encore meilleur afin de montrer réellement leur potentiel et de produire un excellent disque », alors que Pop'stache déclare que « le groupe a déjà atteint son potentiel le plus fort » avec une « étape impressionnante et vivifiante » par rapport au précédent opus qui avait été « médiocre alors que celui-là est une vraie bouffée d'air ».

### Succès commercial
En dehors d'une quatrième place au Royaume-Uni, l'album n'intègre pas le top 30 dans les pays où il entre dans les classements de ventes,,. Il est malgré tout élu « Meilleur album » lors des NME Awards 2013.

### Classements
| Pays      | BEL | IRL | P-B | R-U |
| --------- | --- | --- | --- | --- |
| Positions | 92  | 31  | 57  | 4   |

## Fiche technique

### Liste des chansons
| No  | Titre                     | Durée |
| --- | ------------------------- | ----- |
| 1.  | Given to the Wild (Intro) | 2:11  |
| 2.  | Child                     | 4:31  |
| 3.  | Feel to Follow            | 3:29  |
| 4.  | Ayla                      | 3:47  |
| 5.  | Glimmer                   | 4:03  |
| 6.  | Forever I've Known        | 5:21  |
| 7.  | Heave                     | 4:24  |
| 8.  | Pelican                   | 3:44  |
| 9.  | Went Away                 | 3:38  |
| 10. | Go                        | 4:12  |
| 11. | Unknown                   | 5:07  |
| 12. | Slowly One                | 4:17  |
| 13. | Grew Up at Midnight       | 4:00  |

### Interprètes
- Orlando Weeks – chant, guitare
- Hugo White – guitare
- Felix White – chœurs, guitare
- Rupert Jarvis – basse
- Sam Doyle – batterie